# Pseudestoloides rubiginosa
Pseudestoloides rubiginosa är en skalbaggsart som beskrevs av Martins och Maria Helena M. Galileo 2009. Pseudestoloides rubiginosa ingår i släktet Pseudestoloides och familjen långhorningar.
Artens utbredningsområde är Costa Rica. Inga underarter finns listade i Catalogue of Life.